# ProTracker
ProTracker è un software tracker creato da Lars Hamre, Anders Hamre, Sven Vahsen e Rune Johnsrud progettato per Amiga a partire dal 1990. Fu tra i primi programmi che permisero la creazione di musica indipendente senza bisogno di strumenti particolari. Era popolare tra il pubblico generale e veniva anche usato da professionisti.
ProTracker permette all'utente di creare sequenze di note chiamate "pattern", collegate assieme per formare una musica completa. Il formato che il programma fornisce è .MOD.
Inizialmente sviluppato per Amiga, in seguito venne ricreato per renderlo compatibile con altre piattaforme, come l'Atari ST.
Oltre alle funzioni di base già viste in Ultimate SoundTracker e NoiseTracker, ProTracker era equipaggiato con un editor di campioni (sample) e una funzione di separazione della tastiera, per associare strumenti diversi a sezioni diverse della tastiera. Versioni successive permisero di creare file MOD aumentando il numero possibile di pattern da 64 a 100.